# Jita (Népal)
Pour les articles homonymes, voir Jita.
Jita (en népalais : जिता) est un comité de développement villageois du Népal situé dans le district de Lamjung. Au recensement de 2011, il comptait 2 191 habitants.